# Max Geiger (Jurist)
Max Geiger (* 15. September 1875 in Trostberg im Landkreis Traunstein; † 1942) war ein deutscher Jurist und Senatspräsident am Bayerischen Verwaltungsgerichtshof.

## Leben
Nach dem Studium der Rechtswissenschaften entschied sich Max Geiger für eine Laufbahn in der öffentlichen Verwaltung und wurde 1903 Akzessist im bayerischen Staatsministerium des Innern. Im Jahr darauf wechselte er in die Kommunalverwaltung und wurde Assessor am Bezirksamt Schwabmünchen. 1912 zur bayerischen Versicherungskammer gewechselt, kehrte er 1918 als Bezirksamtmann in die Kommunalverwaltung zurück. In der Zeit von Juni 1919 bis Ende Juli 1928 war Geiger im Staatsministerium für soziale Fürsorge tätig und stieg dort bis zum Ministerialrat auf. Vom 1. August 1928 an war er wieder im Staatsministerium des Innern beschäftigt.
Vom 1. Mai 1937 an war er Senatspräsident am Bayerischen Verwaltungsgerichtshof, mit dessen Leitung er im Februar 1939 beauftragt wurde. Diese Funktion nahm er bis kurz vor seinem Tode wahr.
Seit dem Studium war er Mitglied der Studentenverbindung Akademischer Gesangverein München im SV.

## Schriften
- Das Vorzugsrentenverfahren nach dem Anleiheablösungsgesetz vom 17. Juli 1925, J. Schweitzer Verlag 1926
- Die Fürsorgepflicht (Reichsverordnung über die Fürsorgepflicht, Reichsgrundsätze, fürsorgerechtliche Nebengesetze, Bayerische Ausführungsverordnungen, diese mit Erläuterungen), J. Schweitzer Verlag 1926, 2. erweiterte Auflage